# Polycladida
Polycladida ou Policládidos é uma ordem de vermes achatados de vida livre (não-parasitas) que pertencem ao filo Platyhelminthes, classe Turbellaria. Nessa ordem estão incluídos uma enorme variedade de vermes marinhos que exibem cores de rara beleza. 

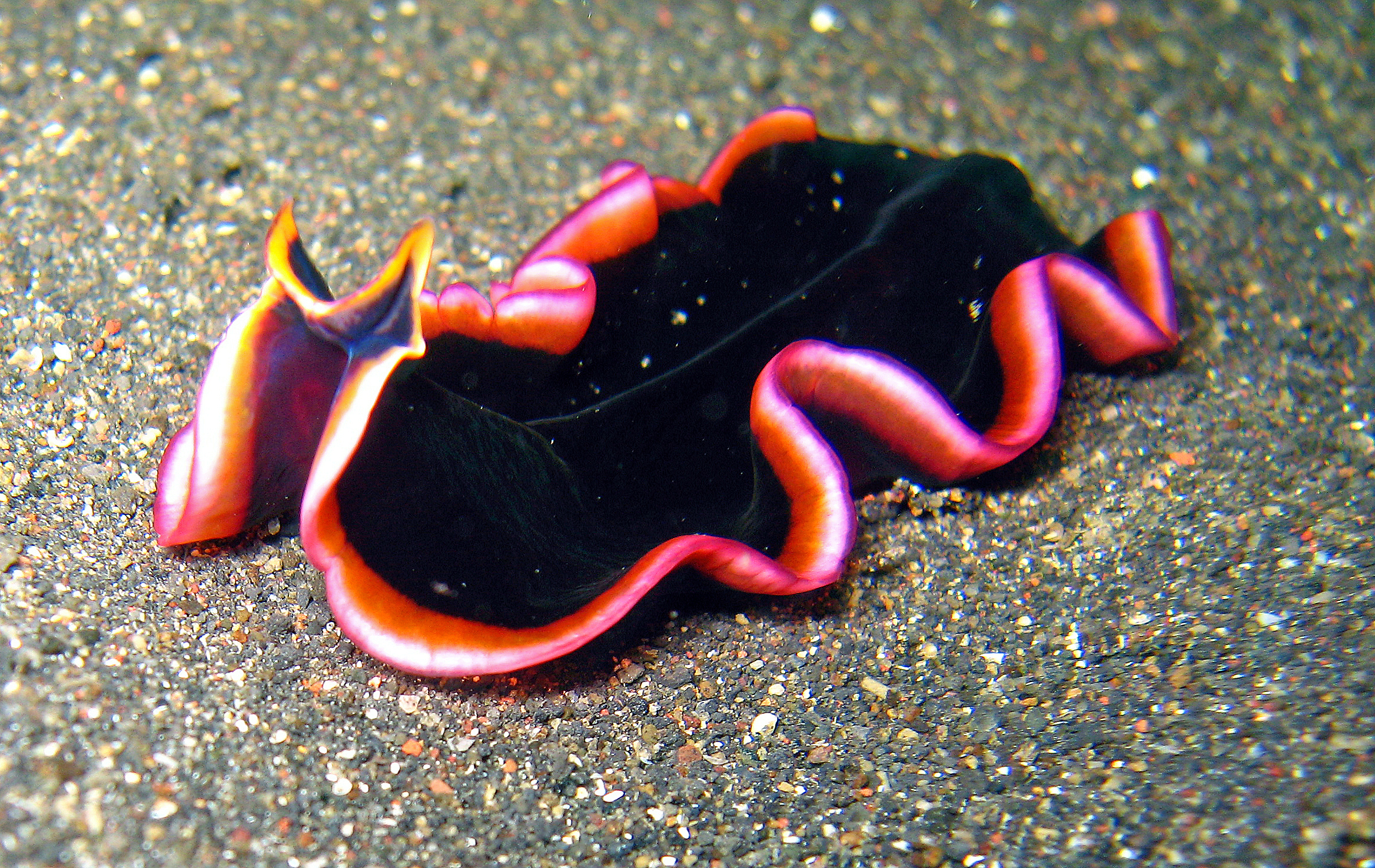

Muitos habitam os recifes de corais e são frequentemente confundidos com as lesmas do mar. A maioria alimenta-se de mariscos e mexilhões e, assim como seus parentes de água doce, as planárias, podem ser cortados em pedaços que cada pedaço dá origem a um indivíduo inteiro.